# Tadeusz Chłopik
Tadeusz Paweł Chłopik (ur. 18 czerwca 1908 we Lwowie, zm. 15 sierpnia 1940 w Wielkiej Brytanii) – kapitan pilot Wojska Polskiego.

## Życiorys
Ukończył Szkołę Podchorążych Lotnictwa w Dęblinie. 15 sierpnia 1930 Prezydent RP Ignacy Mościcki mianował go podporucznikiem ze starszeństwem z 15 sierpnia 1930 i 7. lokatą w korpusie oficerów lotnictwa, a minister spraw wojskowych wcielił do 4 pułku lotniczego w Toruniu. Przez kolejne trzy lata pełnił służbę na stanowisku obserwatora. 12 marca 1933 został mianowany porucznikiem ze starszeństwem z 1 stycznia 1933 i 29. lokatą w korpusie oficerów aeronautycznych. Po ukończeniu kursu pilotażu w Dęblinie i wyższego kursu pilotażu w Grudziądzu został przydzielony do III/4 dywizjonu myśliwskiego na stanowisko pilota. W 1937 został przeniesiony do Centrum Wyszkolenia Oficerów Lotnictwa Nr 1 w Dęblinie na stanowisko instruktora, a następnie dowódcy 2. eskadry I dywizjonu Szkoły Podchorążych Lotnictwa–Grupa Taktyczna. Na stopień kapitana został mianowany ze starszeństwem z 19 marca 1938 i 56. lokatą w korpusie oficerów lotnictwa, grupa liniowa.
We wrześniu 1939 przez Rumunię przedostał się do Francji, a następnie do Wielkiej Brytanii, gdzie w 1940 odbył przeszkolenie na samolotach Hawker Hurricane w 6 Operational Training Unit RAF (OTU) w Sutton Bridge. Od 3 sierpnia 1940 latał w 302 dywizjonie myśliwskim jako jeden z pierwszych pilotów przydzielonych do tej jednostki.
15 sierpnia 1940 w czasie walki powietrznej razem z kpt. Franciszkiem Jastrzębskim zestrzelił niemiecki samolot Dornier Do 17, lecz wkrótce potem sam został trafiony przez myśliwce nieprzyjaciela. Wyskoczył z palącego się samolotu lecz w czasie opadania na spadochronie został ostrzelany i na ziemię spadł już martwy. Został pochowany w Southend-on-Sea na miejscowym Sutton Road Cemetery w kwaterze nr 54168549 (działka R).
Na liście Bajana został sklasyfikowany na 207. pozycji z zaliczonym zestrzeleniem 1 i 1/2 nieprzyjacielskiego samolotu.

## Odznaczenia
- Krzyż Walecznych dwukrotnie
- Medal Lotniczy[10]